# Andrena kalmiae
Andrena kalmiae is een vliesvleugelig insect uit de familie Andrenidae. De wetenschappelijke naam van de soort is voor het eerst geldig gepubliceerd in 1934 door Atwood.